# توخا
توخا هي مدينة من مدن نيبال. يبلغ عدد سكانها 99032 نسمة وذلك حسب إحصائيات سنة 2011. تبلغ مساحتها 16.9 كم². تشكلت في ديسمبر 2014 نتيجة دمج خمس قرى.